# Toy Story Racer
Toy Story Racer è un videogioco di guida, simile alla serie Mario Kart della Nintendo, ma basato sul franchise Toy Story. Il videogioco è stato pubblicato nel 2001 per PlayStation e Game Boy Color. La versione per PlayStation è stata successivamente resa disponibile per PlayStation Network, nel luglio 2010 in America e ad agosto 2010 in Europa. Il videogioco non contempla alcun personaggio presente in Toy Story 2.

## Personaggi
Sono presenti in Toy Story Racer dodici personaggi giocabili:
- Sceriffo Woody (personaggio di base)
- Buzz Lightyear (personaggio di base)
- RC (personaggio di base)
- Bo Peep (personaggio di base)
- Rex (sbloccabile da Buzz Lightyear nell'arena "Il cortile di Sid (Sid's yard)")
- Slinky Dog (sbloccabile da Bo Peep nell'arena "Parco da skate (Skate park)")
- Mr. Potato (sbloccabile da Woody nell'arena "Parco da skate (Skate park)")
- Lenny (sbloccabile da Mr. Potato nell'arena "La nuova casa di Andy - cortile innevato (Andy's new house - Snowy Yard)")
- Hamm (sbloccabile da Woody nell'arena "Centro commerciale (Mall)")
- Rocky (sbloccabile da RC nell'arena "Parcheggio sotterraneo (Underground parking lot)")
- Squeeze Toy Alien/Little Green Man (sbloccabile da Buzz Lightyear nell'arena "Parco da skate (Skate park)")
- Babyface (sbloccabile da Rocky nell'arena "Molo (Pier)")

## Ambientazioni
Sono presenti nel gioco 18 arene di cui 11 sono piste da corsa e 7 sono campi di battaglia (9 in totale considerando che due piste da corsa hanno doppia funzione).

### Piste da corsa
- La nuova casa di Andy - cortile innevato [da percorrere nel senso contrario in alcune sfide]
- Quartiere di Andy [da percorrere nel senso contrario in alcune sfide]
- Centro commerciale [da percorrere nel senso contrario in alcune sfide]
- Molo [da percorrere nel senso contrario in alcune sfide]
- Pizza Planet - esterno [da percorrere nel senso contrario in alcune sfide]
- Cortile di Sid [da percorrere nel senso contrario in alcune sfide]
- Casa di Andy
- Soffitta di Sid
- Casa di Sid
- Parcheggio sotterraneo [utilizzato anche come campo di battaglia]
- Pista da Skate [utilizzato anche come campo di battaglia]

### Campi di battaglia
- Campo da Basket
- Pista da Bowling
- Cinema
- Stazione di benzina Dinoco
- Pista di pattinaggio
- Sala giochi di Pizza Planet
- La tavola calda di Pizza Planet
- Parcheggio sotterraneo [utilizzabile anche come pista da corsa]
- Pista da skate [utilizzabile anche come pista da corsa]

## Curiosità
- Benché nel film Lenny parli come ha dimostrato in più occasioni, nel videogioco è muto, mentre Rocky che in tutti e due i film in cui è apparso non ha mai parlato, nel videogioco si sente dialogare.
- Alcune ambientazioni del gioco non sono mai apparse nel film di Toy Story. Si tratta delle arene: Centro commerciale - Molo - Parcheggio sotterraneo - Attico di Sid - Parco da skate - Campo da Basket - Pista da Bowling - Cinema - Pista da pattinaggio - La tavola calda di Pizza Planet.

- Nonostante il gioco sia dedicato al primo film, la pista "Casa di Andy (Andy's house)" è ambientata nella casa nuova che appare in Toy Story 2 e brevemente in Toy Story 1, infatti l'ambientazione è la stessa che appare nel primo livello del videogioco "Toy Sory 2" del 1999.
- Su 11 piste da gara, solo 2 hanno anche la funzione da campo di battaglia, si tratta di "Parco da skate" e "Parcheggio sotterraneo".
- Le arene Pista da Skate e Campo da Basket condividono lo stesso motivo musicale di sottofondo, proprio come Pista di pattinaggio e La tavola calda di Pizza Planet.